# Alejandra González Pino
Pour les articles homonymes, voir González et  Pino.
González  Pino est un nom espagnol. Le premier nom de famille, en général paternel, est González ; le second, en général maternel, souvent omis, est Pino.
Alejandra González Pino (née le 10 mars 1968 à Batuco au Chili et morte le 5 octobre 2022 dans la même ville) est une personnalité politique chilienne, connue pour être la première élue transgenre au Chili et l'une des premières en Amérique latine (après Kátia Tapety (en), élue conseillère au Brésil en 1992,).

## Biographie
Alejandra González naît à Batuco le 10 mars 1968. Elle est assignée garçon à sa naissance. Très jeune, elle se sent différente et s'identifie comme femme.
En 1995, elle rejoint un cirque transformiste de passage dans sa commune, dont elle entend parler en tant que présidente de l'association de voisinage. Elle a par ailleurs son propre salon de coiffure.
Elle donne des cours de coiffure pour l'association Vida Óptima de personnes porteuses du VIH/SIDA de l'hôpital San José à Santiago, où elle en apprend plus sur le monde LGBT et sur les problématiques de la communauté comme le VIH. Elle fait partie de plusieurs organisations, entre autres Vivo Positivo et le CRIAPS.
En 2002, à la suite des inondations qui touchent sa commune, elle entre en contact avec l'association Un Techo para Chili, de laquelle elle devient coordinatrice au niveau municipal et provincial en 2003.

### Carrière politique
En 2004, Alejandra González est candidate aux élections municipales à Lampa, avec le parti humaniste au sein de la coalition Juntos Podemos Más, sous son deadname Domingo Felipe González Pino. Elle est élue avec 6,8 % des votes (à la sixième place), et devient ainsi la première élue transgenre du Chili et de l'Amérique latine. Elle est réélue en 2008 avec 6,3 % des votes, en indépendante, et en 2012 avec 9,5 % des votes.
En 2012, elle devient la première maire par intérim transgenre du pays lorsque la conseillère municipale Graciela Ortúzar quitte son poste pour faire campagne.
Elle se présente à nouveau aux élections municipales de 2016, où elle obtient seulement 2,45 % des votes et n'est pas élue.
En 2014, elle invoque la loi anti-discrimination contre la mairesse Graciela Ortúzar[pourquoi ?]. En 2017, la Cour suprême condamne Graciela Ortúzar à payer une amende, dans une décision qualifiée d'historique par Alejandra González et par plusieurs organisations LGBT,,.

## Historique électoral

### Élections municipales de 2004
- Élections municipales de 2004, pour le conseil municipal de Lampa[5]

(Seuls les candidats élus apparaissent)
| Candidat                       | Coalition                 | Parti | Votes | %     | Résultat               |
| ------------------------------ | ------------------------- | ----- | ----- | ----- | ---------------------- |
| Felipe González Pin            | Juntos Podemos Más        | PH    | 989   | 6,82  | Conseillère municipale |
| Ricardo Diaz Uribe             | Alliance pour le Chili    | UDI   | 1728  | 11,91 | Conseiller municipal   |
| Cadres Guillermo Alvarez Tobar | Concertation Démocratique | PPD   | 1954  | 13,47 | Conseiller municipal   |
| Jorge Jorquera Espinoza        | Concertation Démocratique | PS    | 1098  | 7,57  | Conseiller municipal   |
| Juan Ortega Pacheco            | Concertation Démocratique | PDC   | 1176  | 8,11  | Conseiller municipal   |
| Rodrigo Place Muñoz            | Concertation Démocratique | PDC   | 1850  | 12,75 | Conseiller municipal   |

- Élections municipales de 2008, pour le conseil municipal de Lampa[5]

(Seuls les candidats élus apparaissent)
| Candidat                       | Coalition                 | Parti | Votes | %     | Résultat               |
| ------------------------------ | ------------------------- | ----- | ----- | ----- | ---------------------- |
| Felipe González Pino           | Concertation Démocratique | Ind.  | 1045  | 6,34  | Conseillère municipale |
| Rodrigo Place Muñoz            | Concertation Démocratique | PDC   | 1413  | 8,57  | Conseiller municipal   |
| Ricardo Diaz Uribe             | Alliance pour le Chili    | UDI   | 2053  | 12,45 | Conseiller municipal   |
| Carlos Sources Roquer          | Alliance pour le Chili    | Ind.  | 782   | 4,74  | Conseiller municipal   |
| Benito González González       | Alliance pour le Chili    | RN    | 974   | 5,91  | Conseiller municipal   |
| Cadres Guillermo Alvarez Tobar | Concertation Progressiste | PPD   | 1205  | 7,31  | Conseiller municipal   |

### Élections municipales de 2012
- Élections municipales de 2012, pour le conseil municipal de Lampa[5].

(Seuls les candidats élus apparaissent)
| Candidat                       | Coalition                     | Parti | Votes | %    | Résultat               |
| ------------------------------ | ----------------------------- | ----- | ----- | ---- | ---------------------- |
| Marcelo Jaque Peña             | Régionalistes et Indépendants | PRI   | 651   | 3,52 | Conseillère municipale |
| Cadres Guillermo Alvarez Tobar | Por un Chile Justo            | PPD   | 1323  | 7,14 | Conseiller municipal   |
| Felipe González Pino           | Concertation Démocratique     | Ind.  | 1752  | 9,46 | Conseiller municipal   |
| Rodrigo Place Muñoz            | Concertation Démocratique     | PDC   | 1607  | 8,68 | Conseiller municipal   |
| Juan Antonio Ami Astudillo     | Coalition                     | Ind.  | 1315  | 7,10 | Conseiller municipal   |
| Carmen Gloria Ruminot Jorquera | Coalition                     | UDI   | 1252  | 6,76 | Conseillère municipale |

### Élections municipales de 2016
- Élections municipales de 2016, pour le conseil municipal de Lampa[5].

(Seuls apparaissent les candidats ayant recueilli plus de 2% des votes)
| Candidat                          | Coalition         | Parti | Votes | %    | Résultat               |
| --------------------------------- | ----------------- | ----- | ----- | ---- | ---------------------- |
| Carlos Andres Escobar Tobler      | Nouvelle Majorité | PDC   | 1273  | 7,80 | Conseiller municipal   |
| Elisa del Carmen Millaquen Quidel | Nouvelle Majorité | PSCH  | 852   | 5,22 | Conseillère municipale |
| Felipe González Pino              | Nouvelle Majorité | Ind.  | 400   | 2,45 |                        |
| Marta Acevedo Peralta             | Nouvelle Majorité | PDC   | 629   | 3,85 |                        |
| Olga Cecilia Arrêtée Parra        | Nouvelle Majorité | PDC   | 770   | 4,72 |                        |
| Jessica González Soto             | Nouvelle Majorité | PRSD  | 751   | 4,60 | Conseillère municipale |
| Lorena Rojas Mendoza              | Chile Vamos       | RN    | 1401  | 8,58 | Conseillère municipale |
| Miguel Navarrete Riquelme         | Chile Vamos       | RN    | 604   | 3,70 |                        |
| Victor Hidalgo Astorga            | Chile Vamos       | RN    | 342   | 2,09 |                        |
| Aurora Gomez Quezada              | Chile Vamos       | Ind.  | 372   | 2,28 |                        |
| Carmen Gloria Ruminot Jorquera    | Chile Vamos       | UDI   | 974   | 5,97 | Conseillère municipale |
| Marcelo Jaque Peña                | Chile Vamos       | UDI   | 444   | 2,72 |                        |
| Marcos Alvarez Tobar              | Nouvelle Majorité | PPD   | 774   | 4,74 | Conseiller municipal   |
| Ricardo Diaz Uribe                |                   | Ind.  | 1369  | 8,39 |                        |
| Waldo Andres González Figueroa    |                   | Ind.  | 410   | 2,51 |                        |